# هيرمان هوتفيل
هيرمان هوتفيل (تقريبًا 1045-1097) كان الابن الأصغر لهمفري كونت بوليا وكالابريا (1051-1057) وزوجته اللومباردية غايتلغريما من ساليرنو ويعرف أيضًا باسم ألترودي. كان من المفترض أن يرث أخوه الأكبر آبيلارد أراضي والده ولكن عمه روبرت جيسكارد والذي كان وصيًا عليه بعد وفاة والده انتخب كونتًا وصادر تلك الممتلكات.